# Som (U-Boot)

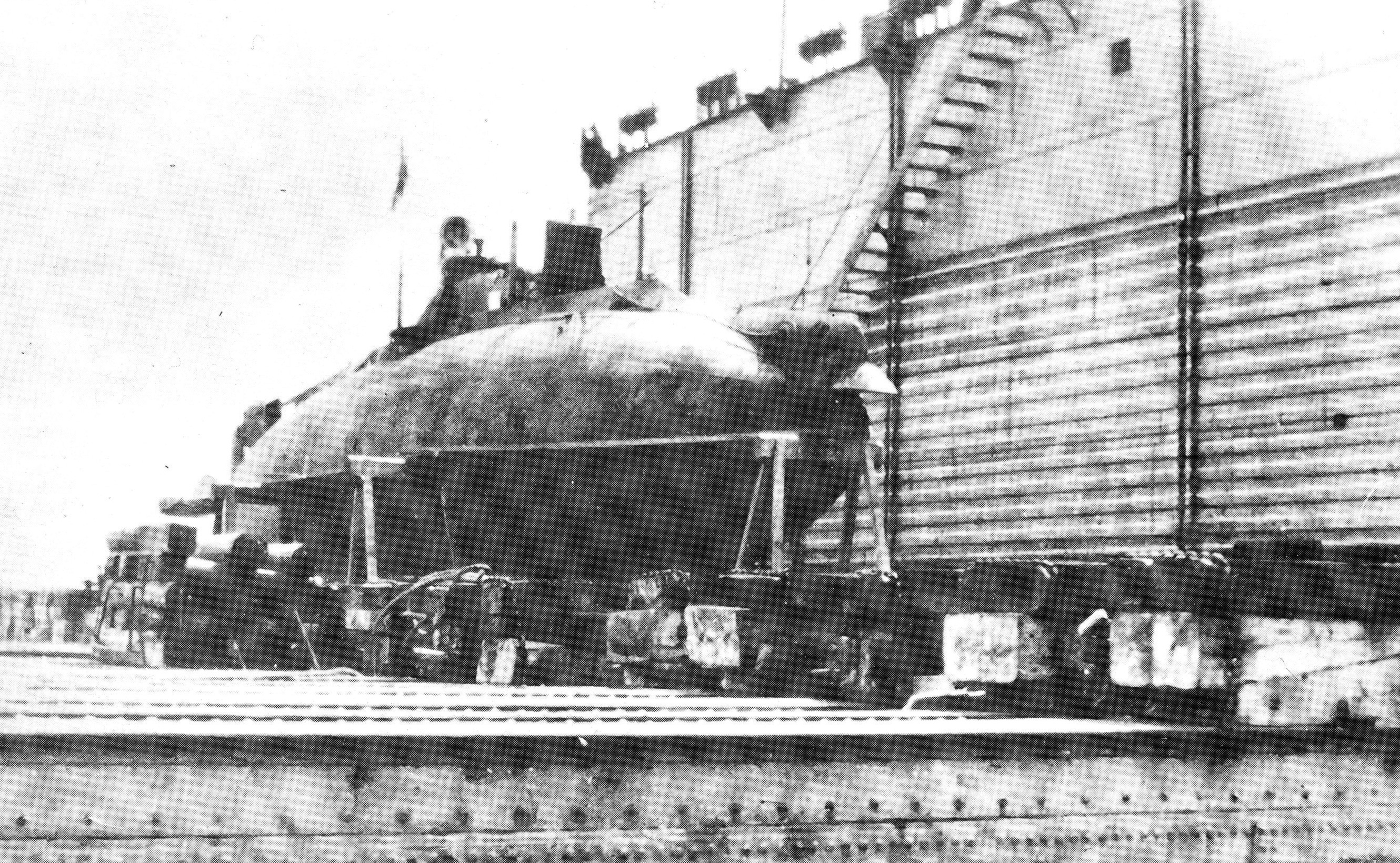
Fulton im Bau

Die Som (russisch Сомъ, dt. Wels) war das Typboot der in Sankt Petersburg gebauten gleichnamigen U-Boot-Klasse der Kaiserlich Russischen Marine.

## Geschichte
Electric Boat baute 1901 die von John Philip Holland konstruierte Fulton, den Prototyp der späteren Plunger-Klasse (Holland-VII-Boot). Sie wurde nach dem Erfinder und Schiffbauer Robert Fulton benannt. Holland versuchte, verschiedene ausländische Marinen als Käufer für seine Boote zu gewinnen. Auch der russische Marineattaché besichtigte die Fulton, und ein russischer Marineoffizier nahm an Tauchfahrten teil. Obwohl dieser den Kampfwert des Bootes zunächst eher negativ einschätzte und eine Beschaffung nicht empfahl, änderte sich die Lage durch die sich ankündigende Konfrontation mit Japan im fernen Osten. Nunmehr war die russische Admiralität der Ansicht, dass die Flotte so schnell wie möglich aufgerüstet werden müsse. Dazu wurden Überwasserschiffe und U-Boote bei verschiedenen Werften, hauptsächlich in Großbritannien, Frankreich und den USA, aber auch in Deutschland bestellt. Im Rahmen dieses Flottennotprogramms wurde die Fulton, um diplomatischen Verwicklungen vorzubeugen, heimlich an Deck eines Frachtschiffes teildemontiert und daher offiziell nicht einsatzbereit nach Kronstadt geliefert. Dort wurde sie wieder zusammengebaut und am 29. Juni 1904 als Som vom Stapel gelassen. Anschließend führte die russische Marine mit ihr ausführliche Tests in der Ostsee durch.

## Einsätze

### Russisch-Japanischer Krieg
Nach Kriegsausbruch wurde die Som mit der transsibirischen Eisenbahn nach Wladiwostok verlegt und der fernöstlichen U-Boot-Flottille zugeteilt. Im April 1905 war sie einsatzbereit.

### Erster Weltkrieg
Die Som zählte zur Schwarzmeerflotte, später zur Baltischen Flotte. Nach der Kollision mit dem schwedischen Dampfer Ångermanland sank das Boot am 10. Mai 1916 in schwedischen Gewässern in der Ålandsee mit der gesamten Besatzung von 18 Mann.

## Wrack
2014 wurde ein U-Boot von den beiden Tauchern Dennis Aasberg und Peter Lindberg der Wracksuchorganisation Ocean X-team mit einem ferngelenkten Tauchroboter entdeckt, bei dem es sich möglicherweise um die Som handelt. Die Meldung des Funds wurde von Ocean X-team am 27. Juli 2015 bekannt gegeben. Die Luken waren nicht geöffnet; die Überreste der Besatzung befinden sich vermutlich noch an Bord. Die genaue Position des Wracks wurde noch nicht veröffentlicht, es wurde lediglich angegeben, dass sie sich 1,5 Seemeilen vor der schwedischen Küste, zwischen der Insel Arholma und dem Leuchtturm Svartklubben befinden soll.